# Kentucky Bank Tennis Championships 2019
Das Kentucky Bank Tennis Championships 2019 war ein Tennisturnier der ITF Women’s World Tennis Tour 2019 für Damen und ein Tennisturnier der ATP Challenger Tour 2019 für Herren in Lexington (Kentucky) und fanden zeitgleich vom 29. Juli bis 4. August 2019 statt.